# 야무라정
야무라정(谷村町)은 야마나시현 미나미쓰루군에 있던 정이다. 현재의 쓰루시 중심부에서 남동부에 해당한다.

## 역사
- 1875년 1월 9일 - 쓰루군 2개 촌이 합병해 야무라촌이 성립하였다.
- 1878년 7월 1일 - 군구정촌편직법에 의해, 미나미쓰루군에 소속되었다.
- 1889년 7월 1일 - 정촌제 시행에 의해 야무라촌이 단독으로 지자체를 형성하였다.
- 1896년 3월 7일 - 정으로 승격해 야무라정이 되었다.
- 1942년 4월 1일 - 미요시촌, 가이치촌을 편입하였다.
- 1949년 5월 13일 - 마을에서 화재로 인해, 316가구가 전소되었고. 이재민 1605명이 발생하였다.
- 1954년 4월 29일 - 다카라촌, 모리사토촌, 가세이촌, 히가시카쓰라촌과 합병해 쓰루시가 성립하여, 동일 야무라정은 폐지되었다.

## 교통

### 철도
- 후지산로쿠 전기철도
  - 오쓰키선

### 도로
- 국도 제139호선

현재는 구촌에 주오자동차도 쓰루 나들목이 소재하지만 당시엔 미개통

## 참고문헌
- 角川日本地名大辞典 19 山梨県